# Araneus pictithorax
Araneus pictithorax är en spindelart som först beskrevs av Johan Coenraad van Hasselt 1882.  Araneus pictithorax ingår i släktet Araneus och familjen hjulspindlar. Inga underarter finns listade i Catalogue of Life.